# 태국 보건부
보건부(태국어: กระทรวงสาธารณสุข, 영어: Ministry of Public Health : MOPH, RTGS: Krasuang Satharanasuk)는 태국의 공중보건 감독을 담당하는 태국 정부 기관이다.

## 역사
1888년 이전 태국에 아픈 사람들을 돌볼 수 있는 영구적인 공공 병원이 없었다. 전염병 환자들을 돌보기 위해 임시 병원이 설치되었다가 전염병이 진정되자 해체되었다. 출라롱꼰(라마 5세) 지휘 아래에서 1888년 이질병으로 사망한 왕의 어린 아들 시리라즈 카쿠다브손(Siriraj Kakudhabhand) 왕자를 기념하여 병원이 세워져 "시리아제 병원"이라고 명명되었다.
라마 8세 때, 2485년 부처 개편법(개정 제3호)의 제정으로 1942년 3월 10일 공공 보건부가 설치되었다. 이후 1966년 11월 27일을 보건부 재단 기념일로 정했다.

## 부서

### 조직
- 장관
- 사무 총장
- 정신건강과
- 질병 통제과
- 보건부
- 의료 서비스학과
- 의학 계열과
- 보건 서비스 지원과 (Department of Health Service Support, HSS)[2]
- 태국 전통 의학 및 대체 의학과

### 국가 기업
- 정부제약기구

### 공공 단체
- 반 파에 병원 (Ban Phaeo Hospital( 공공 기관)
- 의료인증원 (Healthcare Accreditation Institute) (공공 기관)
- 국립 백신 연구소 (National Vaccine Institute) (공공 기관)
- 보건 체계 연구소 (Health Systems Research Institute)
- 국가 보건국 (National Health Security Office) (NHSO)
- 국립 응급 의학 연구소 (National Institute for Emergency Medicine)

## 같이 보기
- 태국 교육부
- 아난타 마히돈